# Aphis hypericiradicis
Aphis hypericiradicis är en insektsart som beskrevs av Pashtshenko 1993. Aphis hypericiradicis ingår i släktet Aphis och familjen långrörsbladlöss. Inga underarter finns listade i Catalogue of Life.